# Pietro Antonio Novelli
Pietro Antonio Novelli (* 1568 in Monreale; † 6. Mai 1625 ebenda) war ein Maler und Mosaizist der Spätrenaissance auf Sizilien.
Sein aus Messina stammender Vater war der erste Lehrer. Nachdem er erste Mosaike in Nicolosi und für den Dom von Monreale übergeben hatte, ging er um 1588 nach Messina, um sich auf dem Gebiet der Malerei fortzubilden. Zurück in Monreale wurde er 1595  zum Dombaumeister berufen.
Schriftlich überliefert ist, dass er am 2. Juli 1603 ein Gemälde an Pietro Borgia in Piana dei Greci übergab und in einem Vertrag vom 26. Juli 1604 zwischen Novelli und der Bruderschaft  S. Giovanni degli Orfani in Piana wird vereinbart, dass er für die Kirche S. Giorgio drei Fresken, vier Gemälde und zusätzlich ein Ölbild malen sollte. Die Fresken haben sich nicht erhalten, während sich das Ölbild mit der Taufe Christi noch heute in der befindet.
Auch wenn Novellis Kunst nicht die Errungenschaften der italienischen Festlandsmalerei dieser Zeit widerspiegelte, so zeichnet sie sich dennoch durch eine solide Handwerklichkeit aus.
Pietro Antonio Novellis Sohn ist der berühmte Maler Pietro Novelli, „Il Monrealese“.
Pietro Antonio Novelli starb am 6. Mai 1625 an der Pest.

## Werke
- S. Castrense (Monreale): Madonna del Popolo (1602)
- Chiesa Collegio di Maria (Monreale): Tafelbild Taufe Christi (1604)
- Chiesa del Carmine (Monreale): Tafelbild Die Madonna überreicht das Skapulier an Simone Stock
- Dom (Monreale): Mosaikarbeiten (1606)
- Dom, Cappella di San Benedetto (Monreale): Fresken und Mosaike (1607)
- S. Maria dell’Odigitria (Monreale) Tafelbild Madonna mit Kind (1612)
- S. Antonio (Piana degli Albanese): Fresko (1613)